# Abd al-Latif Muhammad Ahmad
Abd al-Latif Muhammad Ahmad (Abdellatif Mohamed Ahmed Mohamed, arab. عبد اللطيف محمد أحمد; ur. 8 grudnia 1995) – egipski zapaśnik walczący w stylu klasycznym. Dwukrotny olimpijczyk. Zajął siedemnaste miejsce w Rio de Janeiro 2016 w kategorii 130 kg, dziewiąte w Tokio 2020 w kategorii 130 kg i piąte w Paryżu 2024 w kategorii do 130 kg. Brązowy medalista mistrzostw świata w 2023; ósmy w 2019 roku. 
Triumfator igrzysk afrykańskich w 2015, 2019 i 2023. Zdobył dziewięć tytułów mistrza Afryki w latach 2015–2025. Wicemistrz igrzysk śródziemnomorskich w 2022. Mistrz arabski w 2014, 2018 i 2019. Trzeci na igrzyskach wojskowych w 2019 i siódmy w 2015. Pierwszy na Światowych Igrzyskach Sportów Walki w 2023. Trzeci na MŚ U-23 w 2018 roku.